# European Association of Social Anthropologists
Die European Association of Social Anthropologists (EASA) ist eine akademische Gesellschaft zur Förderung der Sozialanthropologie in Europa.

## Geschichte
Die EASA wurde am 14. Januar 1989 im italienischen Castelgandolfo von einundzwanzig Gründungsmitgliedern aus dreizehn europäischen Staaten gegründet sowie finanziell von der Wenner-Gren Foundation for Anthropological Research unterstützt. Als europäische Vereinigung sozialanthropologisch forschender Wissenschaftler ist sie Mitglied des World Council of Anthropological Associations.

## Ziele
Die Gesellschaft zielt in ihrem Wirken darauf ab, die Sozialanthropologie in Europa zu stärken und über die Organisation zweijährlich stattfindender Konferenzen, die Herausgabe des wissenschaftlichen Journals Social Anthropology/Anthropologie Sociale sowie die Bildung thematischer Netzwerke und Arbeitsgruppen die akademische Zusammenarbeit europäischer oder in Europa forschender Anthropologen zu fördern.

### Wissenschaftliches Journal
Die EASA gibt seit 1992 vierteljährlich die anerkannte wissenschaftliche Fachzeitschrift Social Anthropology/Anthropologie Social (SA/AS) heraus, mit englisch- und französischsprachigen Artikeln zur Sozialanthropologie, Ethnosoziologie und Ethnologie.

### Netzwerke und Arbeitsgruppen
1996 begann EASA akademische Netzwerke zu gründen, um die europaweite Zusammenarbeit in anthropologischen Spezialgebieten zu ermöglichen. Bis heute existieren über 18 verschiedene Netzwerke oder Arbeitsgruppen zu Themen wie Ethik, Religionsethnologie, Rechtsethnologie oder Visuelle Anthropologie.